# Mariz Kemal
Ery Bos (Mordovie, 13 août 1950) est une poétesse et écrivaine russe. 